# Pècari gegant
El pècari gegant (Pecari maximus) és una possible quarta espècie de pècari, descoberta l'any 2000 al Brasil pel naturalista neerlandès Marc van Roosmalen. El 2003, ell i el cineasta d'història natural alemany Lothar Frenz aconseguiren filmar-ne un grup i recollir-ne material, que més tard serviria com a tipus.
Tot i que ha estat descobert recentment per la ciència, els locals fa temps que el coneixen com a caitetu munde, que significa "pècari gran que viu en parelles". Fou descrit formalment el 2007, però les proves científiques del seu estatus com a espècie han estat qüestionades des d'aleshores, cosa que és un dels motius perquè la Unió Internacional per a la Conservació de la Natura (UICN) el llisti com espècie amb dades insuficients.